# Municipio de Peipsiääre
El municipio de Peipsiääre (estonio: Peipsiääre vald) es un municipio estonio perteneciente al condado de Tartu.

## Localidades (población año 2011)
- Alajõe 63
- Alasoo 78
- Alatskivi 456 p
- Assikvere 45
- Äteniidi 23
- Ätte 53
- Haapsipea 63
- Haavakivi 67
- Kadrina 37
- Kallaste 852 c
- Kargaja 15
- Kasepää 194 p
- Kauda 29
- Keressaare 20
- Kesklahe 18
- Kirtsi 14
- Kodavere 54
- Kõdesi 15
- Kokanurga 46
- Kokora 77
- Kolkja 277 p
- Koosa 474
- Koosalaane 45
- Kuningvere 26
- Kusma 43
- Kuusiku 37
- Lahe 1
- Lahepera 25
- Linaleo 9
- Lümati 66
- Matjama 55
- Meoma 34
- Metsakivi 111
- Metsanurga 67
- Moku 39
- Mustametsa 62
- Naelavere 51
- Nina 105
- Nõva 75
- Orgemäe 4
- Padakõrve 3
- Päiksi 25
- Pala 211
- Papiaru 31
- Pärsikivi 7
- Passi 5
- Peatskivi 27
- Perametsa 10
- Piibumäe 37
- Piirivarbe 30
- Pilpaküla 43
- Põdra 23
- Põldmaa 22
- Põrgu 7
- Praaga 0
- Punikvere 20
- Pusi 20
- Raatvere 20
- Ranna 49
- Rehemetsa 15
- Riidma 7
- Ronisoo 25
- Rootsiküla 31
- Rupsi 10
- Sääritsa 26
- Saburi 14
- Särgla 34
- Sassukvere 31
- Savastvere 16
- Savimetsa 29
- Savka 11
- Selgise 10
- Sipelga 45
- Sookalduse35
- Sõõru 13
- Sudemäe 11
- Tagumaa 61
- Tähemaa 74
- Torila 45
- Toruküla 20
- Tõruvere 13
- Undi 40
- Välgi 41
- Väljaküla 29
- Vanaussaia 60
- Vara 392
- Varnja 171 p
- Vea 31
- Virtsu 9[1]